# Pirelli Tire Building
Le Pirelli Tire Building, ou Armstrong Rubber Building, est un bâtiment du quartier de Long Wharf (en), à New Haven, dans le Connecticut.
Conçu par l'architecte moderniste hongrois Marcel Breuer, la structure est un exemple remarquable de brutalisme.

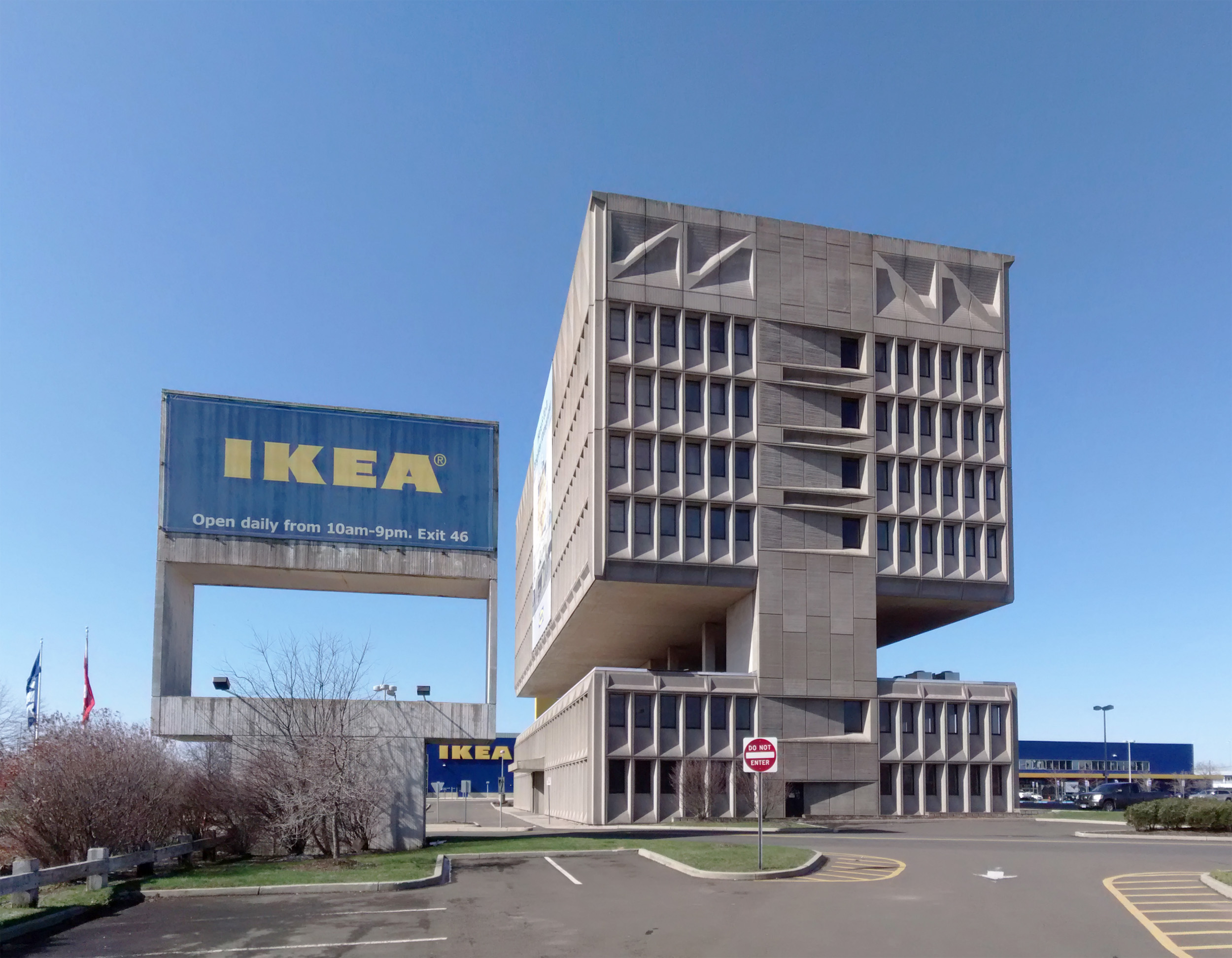
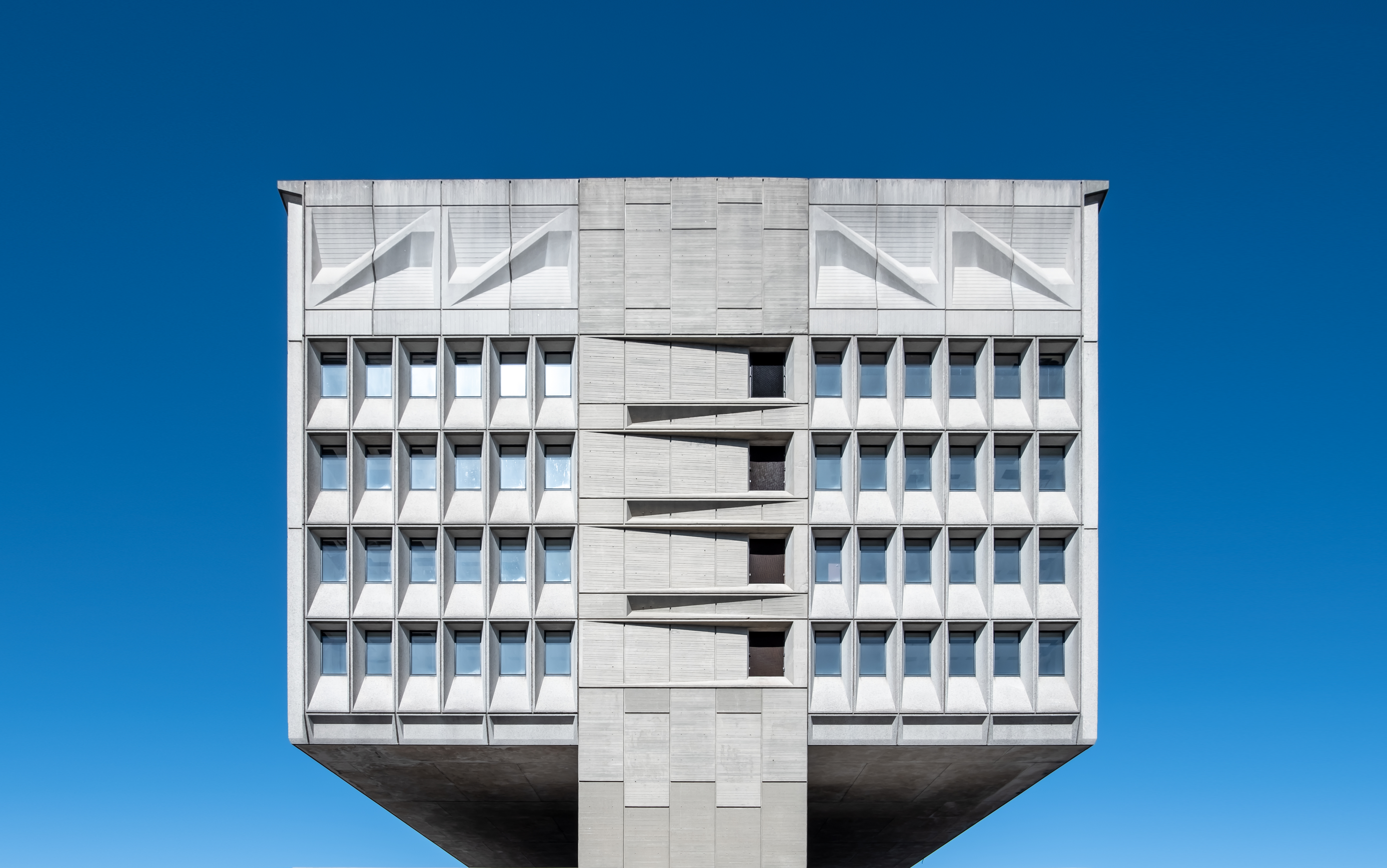
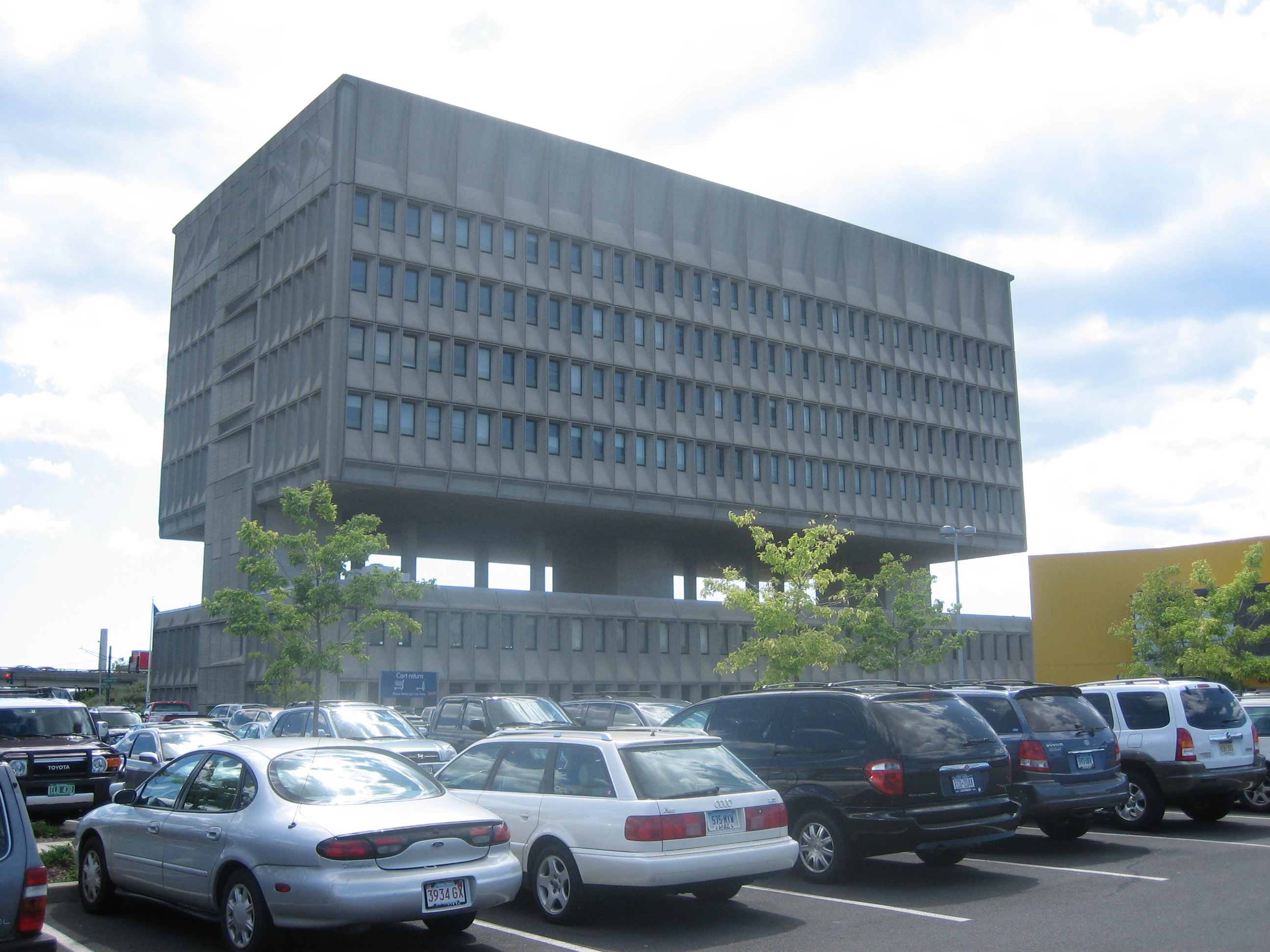